# Bob Geldof
Robert Frederick Zenon Geldof (Dún Laoghaire, 5 de octubre de 1951) es un cantante, compositor, actor y activista político irlandés. Conocido mundialmente por ser el líder y vocalista de la banda de rock The Boomtown Rats, destacando varios de los éxitos de aquella banda, y también por haber sido organizador de eventos como Live Aid, y Live 8-

## Carrera

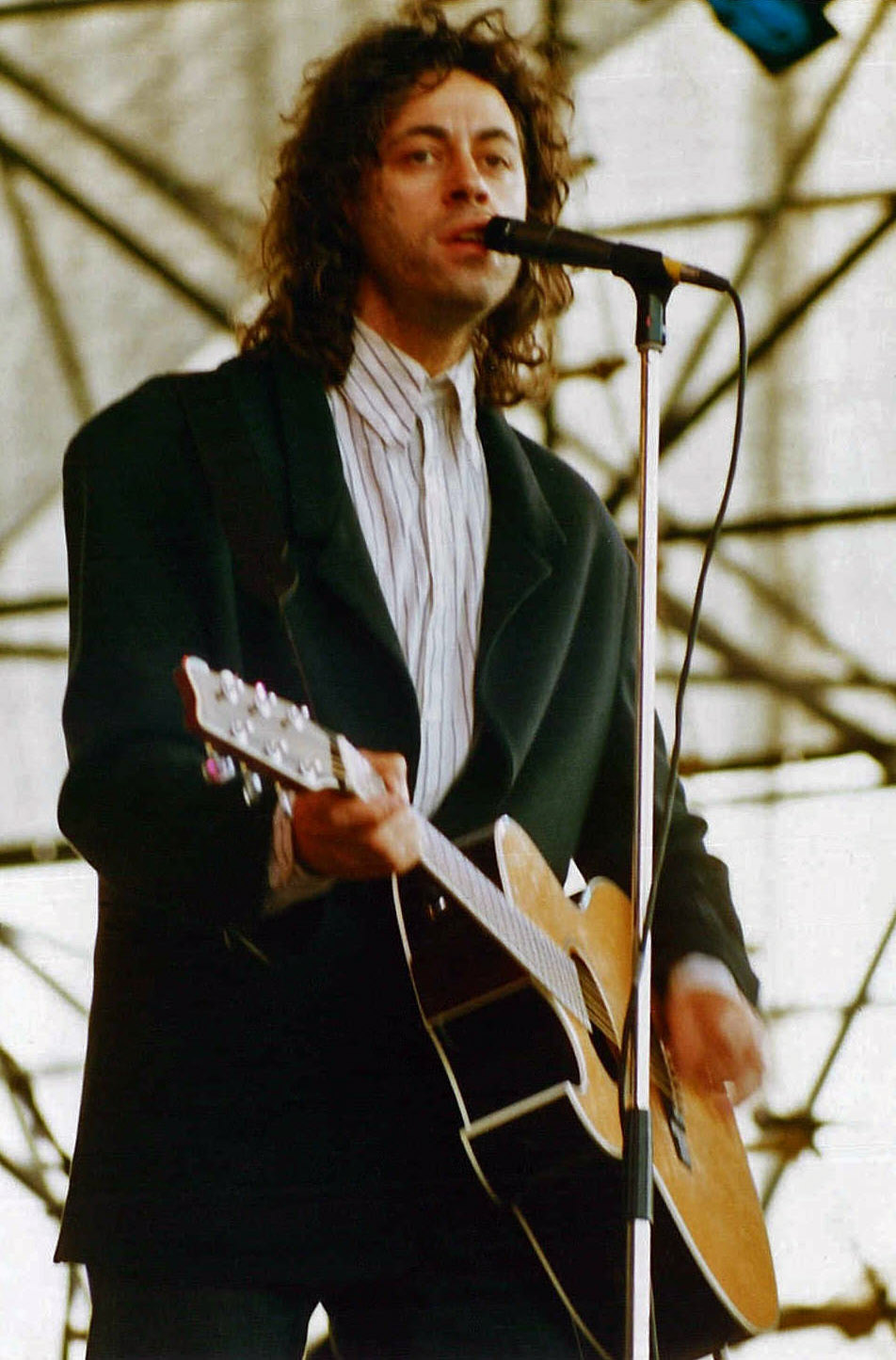
Bob Geldof en el Rock am Ring de 1987.

Fue el líder y vocalista entre 1975 y 1986 de la banda The Boomtown Rats, con la que consiguió un par de números uno en ventas británicos con los sencillos «Rat Trap» (1978) y «I Don't Like Mondays» (1979), siendo esta última canción la que lo lanzó a la fama internacional.
En 1982 participó en la película The Wall de la banda inglesa de rock psicodélico y rock progresivo Pink Floyd, interpretando el papel de Pink, el personaje principal de la película, una importante estrella de rock con conflictos existenciales.
En 1985 creó la fundación «Band Aid Trust», que se financiaría a través de dos conciertos realizados en Estados Unidos e Inglaterra, llamados Live Aid. En 2005, veinte años después del Live Aid, Geldof impulsó una serie de conciertos para pedirle al G8 que redujera la deuda de los países africanos, y que se comprometiera a ayudar en el combate de la pobreza; el Live 8. Fue nombrado Caballero Comendador de Honor de la Orden del Imperio Británico en 11 de junio de 1986 por la Reina Isabel II.
En 1992, actuó en el Concierto en Tributo a Freddie Mercury, vocalista fallecido del grupo Queen.
El 7 de abril de 2014 fallece su hija, Peaches Geldof, a la corta edad de 25 años, quien tenía dos hijos: Astala (nacido en 2012) y Phaedra (nacido en 2013).

## Discografía

### Con The Boomtown Rats
- The Boomtown Rats (1977)
- A Tonic for the Troops (1978)
- The Fine Art of Surfacing (1979)
- Mondo Bongo (1981)
- V Deep (1982)
- In the Long Grass (1984)
- Citizens of Boomtown (2020)

### En solitario
- Deep in the Heart of Nowhere (1986)
- The Vegetarians of Love (1990)
- The Happy Club (1993)
- Sex, Age & Death (2001)
- How to Compose Popular Songs That Will Sell (2011)
- This is The World (2011)

## En la literatura
En el relato "Le jour du jugement dernier", de la colección "Les Mémoires de Satan", de Pierre Cormon, Dios intenta juzgar a Bob Geldof, pero no lo consigue.